# Luciano da Rocha Neves
Luciano da Rocha Neves (Anápolis, 18 de maio de 1993) é um futebolista brasileiro que atua como atacante. Joga no São Paulo.
Foi o artilheiro do Campeonato Brasileiro de 2020 e eleito o melhor da posição na competição.

## Carreira

### Atlético Goianiense
Revelado pelo Atlético Goianiense, Luciano fez sua estreia profissional no dia 7 de março de 2012, contra o Gurupi, em jogo válido pela Copa do Brasil, sendo esta sua única aparição no campeonato. Durante sua passagem pelo clube, o jogador disputou cinco partidas do Brasileirão, marcando um gol.

### Avaí
No início de 2013, acertou sua transferência para o Avaí. O atacante estreou pelo clube catarinense no dia 27 de julho, em partida contra a Chapecoense, substituindo o volante Alê. Mesmo sem se firmar entre os titulares, Luciano disputou 23 jogos na Série B do Brasileiro e marcou cinco gols.[carece de fontes?] Já no ano seguinte, pelo Campeonato Catarinense, participou de quatro jogos e marcou dois gols.

### Corinthians
No dia 13 de fevereiro de 2014, o Corinthians anunciou a comprado de 25% dos direitos econômicos do jogador e que ele representaria o clube por três temporadas. Estreou pelo clube alvinegro no dia 22 de fevereiro, em partida válida pelo Campeonato Paulista daquele ano, substituindo o peruano Paolo Guerrero na vitória de 3–2 contra o Rio Claro. Já no seu segundo jogo com a camisa do Corinthians, contra o Linense, novamente marcou dois gols na mesma partida. No dia 21 de agosto, na partida contra o Goiás, Luciano fez três gols em 11 minutos na vitória de 5–2 na Arena Corinthians. No total pelo Timão, o atacante atuou em 93 partidas e marcou 24 gols.

### Leganés
No dia 23 de agosto de 2016, Luciano foi contratado pelo Leganés, da Espanha. A transferência, que inicialmente seria por empréstimo, acabou sendo em definitivo, por uma taxa de 400 mil euros (1,4 milhões de reais). O jogador realizou 25 partidas e marcou quatro gols com a camisa do time espanhol, chegando a balançar as redes contra o Real Madrid numa partida válida pela La Liga.

### Panathinaikos
Luciano acertou com o Panathinaikos no dia 12 de julho de 2017, assinando por empréstimo até o final do ano. O Corinthians ainda seguiu com 25% dos direitos econômicos do atacante. O jogador, no entanto, não teve muito destaque na equipe grega.

### Fluminense
Foi anunciado pelo Fluminense no dia 30 de junho de 2018. Chegou ao Tricolor por empréstimo de três temporadas, com opção de compra, e permaneceu até julho de 2019. Luciano destacou-se no clube carioca e marcou 18 gols pelo Flu, sendo uns dos melhores marcadores da temporada de 2018. Também foi artilheiro da Copa do Brasil de 2019 juntamente com Pipico e Paolo Guerrero, com cinco gols marcados.

### Grêmio
No dia 29 de julho de 2019, foi anunciado como reforço do Grêmio para o restante da temporada. O atacante assinou contrato por três anos e meio, até o fim de 2022. O clube comprou 50% dos direitos do jogador junto ao Leganés, da Espanha. O jogador chegou para disputar a Libertadores de 2019 e o Campeonato Brasileiro de 2019 pelo Grêmio. O jogador não participará da Copa do Brasil de 2019, já que disputou a mesma este ano como jogador do Fluminense. Luciano estreou pelo Grêmio no dia 10 de agosto de 2019, tendo oportunidade de atuar por 70° minutos e depois ser substituído pelo meio-campista Patrick. Luciano pode atuar em 20 jogos em 2019 e efetuar 5 gols, fechando o ano como um dos melhores atacantes do Grêmio e podendo ingressar 2020 como o titular na sua posição.

### São Paulo

#### 2020
Em 18 de agosto de 2020, acertou com o São Paulo, que em troca, cedeu Éverton ao Grêmio. 
Em sua estreia, marcou o gol de empate contra o Bahia e no jogo seguinte, ainda no primeito tempo, deu assistência ao Pablo, na vitória de 1–0 contra o Sport.
Em sua terceira partida, balançou as redes novamente, na vitória sobre o Athlético Paranaense; o gol saiu no segundo tempo, garantindo a vitória do São Paulo por 1–0.
Em um ritmo embalado marcou o segundo gol da vitória por 3–1 sobre o Fluminense no Morumbi em 6 de setembro, triunfo que firmou naquela rodada o São Paulo na vice-liderança do Campeonato Brasileiro. Já no dia 10 de setembro, marcou o único gol do São Paulo no empate em 1–1 com o Red Bull Bragantino. O atacante voltou a balançar as redes no dia 26 do mesmo mês, fazendo o gol de empate do Tricolor contra o Internacional, no Beira-Rio.
Em 14 de outubro foi muito bem no frenético confronto contra o Fortaleza, no jogo de ida das oitavas de final da Copa do Brasil, marcando um gol e dando duas assistências. O jogo acabou em 3–3, porém no jogo de volta o São Paulo se classificou.
Em 1 de novembro de 2020, fez o último gol do São Paulo na goleada por 4–1 sobre o Flamengo no Maracanã, sendo este o 6º gol de Luciano pelo clube no Brasileirão em apenas 13 jogos. Em 14 de novembro marcou os dois últimos gols do São Paulo na emocionante partida contra o Fortaleza, terminada em 3–2. Em seu último gol, recebeu de Igor Vinícius um pouco antes da área e de canhota chutou forte no ângulo do goleiro.
Já no dia 18, realizou uma de suas melhores atuação pelo São Paulo, no jogo de volta das quartas de final da Copa do Brasil contra o Flamengo. No segundo tempo do jogo, ainda em 0–0, recebeu de Daniel Alves e de canhota deu um leve tapa para a bola entrar no fundo das redes de Diego Alves. Poucos minutos depois, recebeu de Reinaldo e subiu no centro da área para dar um forte cabeceio e marcar o segundo gol. O jogo acabou em 3–0 com o último gol marcado por Pablo.
Em 22 do mesmo mês fez o gol de empate na partida contra o Vasco da Gama, terminada em 1–1. No dia 28 de novembro se destacou ao fazer uma excelente partida contra o Bahia, marcando dois gols, sendo um de bicicleta, e o outro de fora da área. O jogo acabou em 3–1 para o Tricolor. Em 3 de dezembro deu uma assistência para o meia Igor Gomes fazer o primeiro gol da vitória por 3–0 sobre o Goiás, que colocou o Tricolor na liderança do Brasileirão.
Em 6 de dezembro, após uma jogada ensaiada no escanteio, Luciano de primeira chutou de canhota e fez o gol da vitória por 1–0 contra o Sport. No jogo de 13 de dezembro contra o Corinthians, Luciano ainda no primeiro tempo sentiu uma lesão muscular e foi substituído. A ausência do atacante nos próximos jogos afetou o time, que não só parou de vencer como também ficou perto de perder a liderança, o que aconteceu no jogo em que Luciano voltou ao time, em 21 de janeiro de 2021 (o Brasileirão acabou sendo adiado para o começo de 2021 devido a pandemia da COVID-19) contra o Internacional. Luciano até fez um gol porém o São Paulo foi derrotado por 5–1 e perdeu a liderança do campeonato.
Em 23 de janeiro marcou o gol do Tricolor no empate por 1–1 contra o Coritiba, com o time paranaense empatando nos minutos finais. Ao acabar o jogo, Luciano sentou-se no banco de reservas e começou a chorar. Apesar de muitos acharem que a causa do choro era o empate e a má fase do clube, o verdadeiro motivo era que Luciano havia perdido seu irmão na semana anterior. O jogador inclusive usou em seu uniforme o nome "Jonathan" em vez de seu nome e ao marcar o gol dedicou-o ao seu irmão falecido.
Em 11 de fevereiro marcou no último lance de jogo o gol de empate do São Paulo contra o Ceará, com o jogo terminado em 1–1. Em 15 de janeiro se destacou ao ser o líder do time na virada por 2–1 sobre o Grêmio, marcando o gol da virada após arrancar e driblar um marcador. Essa foi curiosamente a primeira vitória do time no ano de 2021, o time não vencia desde dezembro de 2020.
Em 20 de fevereiro, mesmo após marcar de pênalti no clássico contra o Palmeiras, não teve o resultado esperado. O Tricolor tomou um gol de Rony nos minutos finais e perdeu a chance de título no Brasileirão.
Em 25 de fevereiro, na última rodada do Brasileirão, marcou de falta o primeiro gol do São Paulo na vitória por 2–1 sobre o Flamengo no Morumbi, porém o adversário rubro-negro acabou levantando a taça do campeonato, pois em outro jogo da rodada o Internacional não venceu o Corinthians.
Foi grande destaque do time na temporada 2020/21, terminando como artilheiro do Campeonato Brasileiro de 2020, com 18 gols marcados, juntamente de Claudinho, do Red Bull Bragantino. Além disso, faturou o Prêmio Bola de Prata da ESPN como melhor atacante do campeonato, ao lado de Marinho.
Luciano ganhou um gigantesco carinho da torcida pela garra dentro de campo, coisa que os torcedores cobravam do time antes da chegada do jogador.

#### 2021
Marcou seu primeiro gol em 2021 logo na segunda partida do São Paulo pelo Campeonato Paulista, na goleada de 4–0 sobre a Inter de Limeira, com assistência de Joao Rojas. O jogador voltou a balançar as redes na partida seguinte, fazendo um gol na goleada por 4–0 sobre o Santos, no Morumbi.
Em 2 de maio, no clássico Majestoso válido pela 10ª rodada do Paulistão, Luciano fez o último gol do empate de 2–2 com o Corinthians, de pênalti, salvando o São Paulo da derrota.
Após um tempo sem jogar, Luciano voltou a atuar no dia 16 de maio, substituindo Pablo nas semifinais do Campeonato Paulista contra o Mirassol. Na mesma partida o atacante recebeu assistência de Igor Vinícius e marcou um gol na goleada por 4–0.
Em 23 de maio, Luciano foi decisivo e fez o segundo gol do São Paulo na vitória de 2–0 sobre o Palmeiras, no 2° jogo da final do Campeonato Paulista, ajudando o Tricolor a se sagrar campeão do torneio pela 22ª segunda vez. Além disso, o atacante foi peça fundamental para o São Paulo quebrar dois jejuns de uma vez: o de 16 anos sem conquistar o Campeonato Paulista e o hiato de oito anos sem conquistar nenhum título.
Em 8 de junho, balançou as redes duas vezes na elástica goleada por 9–1 sobre o 4 de Julho, pela Copa do Brasil. O atacante marcou o primeiro e o último gol do Tricolor na partida.
Após isso, na 5° rodada do Campeonato Brasileiro, no clássico San-São, Luciano se machucou na derrota por 2–0. O jogador só voltou a entrar em campo no dia 22 de agosto, numa vitória por 1–0 contra o Sport.
Em 19 de setembro, Luciano marca seu primeiro gol no Brasileirão, na vitória por 2–1 contra o Atlético Goianiense na 21ª rodada da competição.
Foi decisivo novamente contra o Palmeiras, no Choque-Rei do Allianz Parque, dessa vez pelo Brasileirão, em 17 de novembro. O atacante, após falha de Patrick de Paula, marcou o segundo e último gol da partida, afastando o tricolor da zona de rebaixamento. 
Em 6 de dezembro, Luciano teve uma noite estrelada quando em seu primeiro jogo no Morumbi com a presença da torcida, marcou 2 gols e foi o herói da vitória por 3–1 sobre o Juventude pela 37ª rodada do Brasileiro, livrando o Tricolor do rebaixamento. Após o jogo a torcida aplaudiu e ovacionou o jogador, que, emocionado, agradeceu os torcedores presentes antes de sair do campo.
| “ | É Luciano! É Luciano! -Torcida do São Paulo após vitória contra o Juventude | ” |

#### 2022
Devido a uma lesão ainda na pré-temporada do ano de 2022, Luciano ficou as primeiras semanas da temporada lesionado. Foi relacionado pela primeira vez no ano no clássico contra o Santos em 20 de fevereiro, na qual o São Paulo venceu por 3–0, mas Luciano acabou não entrando em campo. Porém só foi estrear na temporada quatro dias depois, no dia 24, em um empate em 0–0 contra o Campinense pela Copa do Brasil.
Em 19 de março, Luciano marcou o gol da vitória do São Paulo por 2–1 sobre o Botafogo de Ribeirão Preto, sendo esse o seu primeiro na temporada 2022. No lance, após o chute de Alisson na entrada da área, Luciano se antecipa e no rebote do goleiro, sem ângulo, chuta de perna direita para desempatar o placar. Após o fim da partida, foi novamente ovacionado pela torcida com gritos de "É Luciano!" no Morumbi.
Em 7 de abril, marcou de pênalti o gol da vitória do São Paulo por 3–2 sobre o Ayacucho, em Lima, na estreia do Tricolor na Copa Sul-americana aos 41' do segundo tempo, dando os três pontos para o time paulista.
Na partida seguinte, em 10 de abril, Luciano marcou de cabeça o último gol do São Paulo na vitória por 4–0 sobre o Athletico, válida pela 1ª rodada do Brasileirão. Na ocasião, o atacante vem arrancando pelo meio de campo e abre na direita para Toró, que cruza para Luciano - agora finalizando a jogada - testar forte no ângulo do goleiro.
Em 27 de abril, o São Paulo anunciou a renovação de contrato de Luciano até dezembro de 2024, aumentando em R$ 90 mil a quantia salarial para R$ 490 mil.
Em 2 de maio, Luciano marcou o gol da vitória do São Paulo por 2–1 sobre o Santos, no clássico San-São pelo Brasileirão. Seu gol foi de pênalti, cobrando no alto do goleiro João Paulo. Após o jogo, deu uma entrevista polêmica sobre o lance que resultara em seu gol. No lance, Alisson (São Paulo) e Marcos Leonardo (Santos) disputam um lateral, quando o santista toca na bola e a manda para fora. Na sequência o são-paulino toca na bola para dominá-la e cobrar o canto, na sequência resultando na penalidade marcada. A reclamação era do juiz Leandro Pedro Vuaden na teoria ter dado o lateral para o Santos, fazendo a equipe praiana ter avançado ao ataque e ficado exposta na defesa, gerando um ataque de perigo a equipe da capital. Na entrevista de Luciano, o atacante disse: "Melhor eles saírem irritados, e a gente ganhar, do que a gente sair irritado, né? Deixa o Santos reclamar e a gente comemorar a vitória."
Em 8 de maio, marcou o gol do São Paulo no empate por 1–1 contra o Fortaleza, pelo Brasileirão. No gol, após uma bola enfiada genial de Igor Gomes, recebeu no lado esquerdo e finalizou cruzado para marcar o gol.
Após esse gol, Luciano passou por uma péssima fase, ficando mais de um mês sem marcar e jogando abaixo do esperado, voltando a marcar em 30 junho, na partida de ida das oitavas da Sul-americana contra o Universidad Católica, quando ainda no primeiro tempo marcou 2 gols e foi o principal jogador do time na vitória por 4–2. No primeiro gol, após o lançamento de Jandrei para a área adversária, Calleri pressionou Isla, que escorregou devido a má qualidade do gramado, e tocou para Luciano livre de marcação fazer o segundo gol. Já em seu segundo tento, após o passe de Reinaldo pela esquerda para a entrada da área, Luciano deu apenas um toque para trás, driblando dois marcadores, e finalizou no ângulo do goleiro adversário.
Em 3 de julho, Luciano marcou os dois gols do São Paulo na vitória por 2–1 sobre o Atlético Goianiense, em Goiânia. O primeiro foi de pênalti, chutando rasteiro no mesmo canto que o goleiro pulou, e o segundo foi de bicicleta, após um bate-rebate na área e a sobra da bola alta.
Em 7 de julho, no jogo seguinte, marcou gol pela 3ª partida consecutiva, dessa vez na vitória por 4–1 sobre a Universidad Católica, pela volta das oitavas-de-final da Sul-americana. Em seu gol, após Welington brigar pela bola na esquerda e conseguir tocar para Patrick, o atacante são-paulino cruzou para a entrada da área, onde Luciano chegou batendo e contou com o desvio do defensor adversário para marcar o primeiro gol.
Em 14 de julho, Luciano saiu do banco para ser importantíssimo na partida de volta das oitavas de final da Copa do Brasil. Após o Tricolor vencer por 1–0 no Morumbi, a equipe enfrentava o rival Palmeiras no Allianz Parque e ia derrotada por 2–0 para o segundo tempo, quando Luciano foi a campo no lugar de Patrick e decidiu. Após o craque adversário Raphael Veiga perder um pênalti, cerca de um minuto depois o árbitro Leandro Pedro Vuaden apitou uma penalidade a favor do Tricolor, sofrida por Calleri. Luciano foi pegou a bola e consequentemente marcou o primeiro e único gol do São Paulo na partida, fazendo o placar agregado ficar em 2–2 e consecutivamente levando a partida para as penalidades. Na decisão por pênaltis, Luciano bateu o primeiro pênalti são-paulino, porém acabou parando no goleiro Weverton. Isso não prejudicou a equipe que levava o nome da capital, pois após 2 defesas do goleiro Jandrei o Tricolor se classificou de forma histórica e heróica para a próxima fase.
Em 17 de julho, Luciano marcou o primeiro gol do São Paulo no empate por 2–2 contra o Fluminense, no Morumbi. Com o jogo em 1x0 para o adversário, após Igor Gomes cobrar um escanteio pelo lado esquerdo e a defesa carioca afastar para o canto esquerdo do campo, o meia são-paulino cruza mais uma vez na área, a com a zaga desviando a bola para a segunda trave, Luciano testou no canto oposto de Fábio para empatar a partida. Com 7 gols em 5 jogos, Luciano voltava a sua boa fase.
Em 20 de julho, no frenético confronto entre São Paulo e Internacional, no Beira-Rio, onde o Tricolor teve de buscar o empate três vezes no jogo e saiu de Porto Alegre com um 3–3, Luciano marcou o terceiro gol do time no jogo. Após Rafinha arrancar desde a defesa pelo lado direito até a beira da área, cruzou em diagonal para Luciano cabecear no canto do goleiro Daniel.
Em 29 de julho, Luciano marcou o gol da vitória do São Paulo por 1–0 sobre o América-MG pelo jogo de ida das quartas-de-final da Copa do Brasil. No lance, após Igor Gomes abrir na direita, Igor Vinícius cruzou perfeitamente para Luciano cabecear na segunda trave. No segundo tempo, saiu lesionado após sentir em uma corrida.
Em 18 de agosto, no jogo de volta da Copa do Brasil, Luciano foi decisivo e marcou dois gols no empate do Tricolor por 2–2 contra o América-MG, classificando o São Paulo para as semifinais da competição. Em seu primeiro gol, após uma bela jogada e passe de Nestor, acertou um belo chute no alto do goleiro Cavichioli com o pé esquerdo. No segundo, após uma assistência de chaleira de Calleri, driblou o marcador e finalizou de direita no canto do goleiro.
Em 25 de setembro, Luciano marcou o segundo gol do São Paulo na goleada por 4–0 sobre o Avaí, no Morumbi, pelo Brasileirão. No gol, após bela jogada pela esquerda, Nestor infiltra na área, recebe de Reinaldo e logo depois toca para trás, um pouco depois da meia-lua, onde Luciano de carrinho coloca no canto do goleiro Gledson.
Apesar da derrota por 2–0 para o Independiente del Valle na final da Copa Sul-Americana em 1 de outubro, Luciano foi um dos destaques do torneio e foi eleito para a seleção do campeonato. Entretanto, sua atuação pífia na final rendeu muitas críticas de torcedores.
Em 20 de outubro, Luciano chegou a marca de 50 gols com a camisa do São Paulo ao marcar o terceiro gol na vitória do São Paulo por 3–1 sobre o Coritiba, no Morumbi, em jogo válido pelo Brasileirão. Marcou após Welington correr por toda a esquerda e lhe conceder a assistência na segunda trave.
Em 5 de novembro, marcou o único gol do São Paulo na derrota por 3–1 sob o Fluminense, no Maracanã, com um belo chute de fora da área. Em 13 de novembro, marcou o segundo gol da vitória por 4x0 sobre o Goiás, na última rodada do Brasileirão 2022.
Após o fim da temporada, foi anunciado que Luciano herdaria a camisa 10 do São Paulo, com a saída de Nikão para o Cruzeiro.

#### 2023
Após um início ruim com a camisa 10, passando a atuar mais como um meio-campista armador, Luciano marcou seu primeiro gol na temporada 2023 contra a Portuguesa, em 26 de janeiro, pelo Paulistão, na vitória por 4–1 no Morumbi. Numa cobrança de escanteio de Wellington Rato, Luciano subiu alto na primeira trave e cabeceou para o fundo do gol.
Em 29 de janeiro, marcou o único gol do São Paulo na derrota por 2–1 sobre o Corinthians, no primeiro Majestoso do ano. Após um belo cruzamento de Welington, dominou e finalizou no canto de Cássio para diminuir o placar. Com esse gol, empatou com Borges na 6ª colocação dos maiores artilheiros do Tricolor no século XXI, com 54 gols marcados. Além disso, se tornou o jogador com mais gols na história do clube vindo do banco de reservas, com 12 gols vindo dos suplentes, empatado com França.
Em 12 de abril, no empate por 0–0 contra o Ituano na Copa do Brasil, Luciano chegou à marca de 150 jogos disputados pelo São Paulo.
Em 22 de abril, após uma longa seca de gols, marcou o primeiro gol da vitória por 3–0 sobre o América-MG, na segunda rodada do Brasileirão. Abriu um placar com um chute de fora da área, que contou com uma ajuda do goleiro adversário.
Em 7 de maio, no Brasileirão, Luciano marcou o primeiro gol da vitória por 2–0 sobre o Internacional, dentro do Morumbi. No gol, após errar uma cobrança de pênalti, aproveitou o rebote do goleiro Keiller e mandou para o fundo do gol. Ao empurrar para dentro das redes, chutou virando o rosto.
Em 17 de maio, marcou o primeiro gol da vitória por 2–0 sobre o Sport, fora de casa, pela Copa do Brasil. Após boa tabela envolvendo Pablo Maia, Gabriel Neves e Marcos Paulo (com direito a assistência de letra), Luciano recebeu e, de carrinho, empurrou para as redes. Após o gol, virou-se para a torcida do Sport e imitou, com as mãos, garras de leão, mascote do clube pernambucano. Tornou-se, ao marcar esse tento, o jogador com mais gols vindo do banco na história do São Paulo, com 13 gols, e o quinto maior artilheiro do clube no século XXI, com 57 gols.
Em 8 de junho, marcou o segundo gol do Tricolor na goleada por 5–0 sobre o Tolima. Numa grande atuação do atacante, com um gol e uma assistência, marcou após corta-luz de Jonathan Calleri e boa finalização no canto do goleiro.
Em 21 de junho, marcou o gol da virada por 2–1 sobre o Athletico Paranaense, no Morumbi. Em uma jogada trabalhada, indo desde o goleiro Rafael até Calleri, o argentino fez um bom pivô e ajustou para Luciano, que chutou de primeira no ângulo de Bento. Tornou-se o 8º jogador em atividade com mais gols no Campeonato Brasileiro, com 59 gols.
Em 1 de julho, marcou no fim do jogo o gol da vitória por 1–0 sobre o Fluminense. Após ajustada de David, de cabeça, dominou e finalizou no canto de Fábio, com direito a desvio do zagueiro adversário. Com esse gol, o seu 8º na temporada, empatou com Galoppo como maior artilheiro do clube no ano, além de ser o, no momento, maior assistente do time em 2023, com 6 passes para gol.
No dia 25 de julho, Luciano teve uma aparição polêmica na derrota por 2x1 sob o Corinthians, na ida das semifinais da Copa do Brasil. Marcando o único gol do Tricolor na partida com chute de fora da área, comemorou chutando raivosamente o escudo do time rival na bandeira de escanteio da Neo Quimica Arena, sendo multado pelo árbitro Wilton Pereira Sampaio logo em seguida com um cartão amarelo. A ação causou revolta na torcida corinthiana dentro e fora do estádio, e causou grande furdúncio nas redes sociais, parte criticando o ato de aplicar um pontapé no símbolo adversário, parte o defendendo pelo fato de ter sido advertido apenas por comemorar um gol. Luciano, com este amarelo, acabou atingindo o limite de três cartões, ficando assim de fora do jogo de volta.
Em 10 de agosto, marcou o gol da classificação do São Paulo sobre o San Lorenzo, pela Copa Sul-Americana, na vitória por 2–0 sobre o time argentino, virando o placar agregado. Após jogada e passe precioso de Rodrigo Nestor, recebeu na segunda trave e finalizou de pé esquerdo para sacramentar a vitória do Tricolor. Em meio às recentes polêmicas sobre a comemoração contra o Corinthians, comemorou o gol levantando a bandeira do Estádio do Morumbi com o escudo do São Paulo e levou a expressão de deboche à câmera. O atacante chegou aos 62 gols com a camisa do clube, ultrapassando Dagoberto e isolando-se como o quarto maior artilheiro do Tricolor no século XXI.
Em 28 de dezembro, renovou seu contrato com o São Paulo até o fim de 2026.

#### 2024
Em 5 de maio, Luciano anotou um bis na partida em que o São Paulo venceu o Vitória por 3 a 1, no Estádio do Barradão, pela quinta rodada do Campeonato Brasileiro.
Em 27 de setembro, Luciano alcançou 250 partidas disputadas pelo clube tricolor no jogo diante do Internacional, no Morumbis, pela 27ª rodada do Campeonato Brasileiro.
Luciano encerrou a temporada com 60 jogos, 18 golos e duas assistências, sendo o artilheiro do time na temporada. Porém com um futebol irregular. Além de acumular a incrível marca de 23 cartões amarelos.

## Seleção Brasileira
Luciano foi convocado para defender a Seleção Brasileira nos Jogos Pan-Americanos de 2015, no Canadá. O jogador foi chamado pelo técnico Rogério Micale, treinador da Seleção Sub-23, já que para tal competição é necessário idade olímpica. No Pan de Toronto obteve a medalha de bronze, sendo que na disputa da medalha contra o Panamá, marcou dois gols na vitória brasileira por 3 a 1, terminando como artilheiro da competição com cinco gols marcados.

## Estatísticas
Atualizadas até 20 de janeiro de 2024

### Clubes
Abaixo estão listados todos os jogos, gols e assistências do futebolista por clubes.
| Clube               | Temporada         | Campeonato nacional | Campeonato nacional | Campeonato nacional | Copa nacional[a] | Copa nacional[a] | Copa nacional[a] | Competições continentais[b] | Competições continentais[b] | Competições continentais[b] | Outros torneios[c] | Outros torneios[c] | Outros torneios[c] | Total | Total | Total   |
| Clube               | Temporada         | Jogos               | Gols                | Assist.             | Jogos            | Gols             | Assist.          | Jogos                       | Gols                        | Assist.                     | Jogos              | Gols               | Assist.            | Jogos | Gols  | Assist. |
| ------------------- | ----------------- | ------------------- | ------------------- | ------------------- | ---------------- | ---------------- | ---------------- | --------------------------- | --------------------------- | --------------------------- | ------------------ | ------------------ | ------------------ | ----- | ----- | ------- |
| Atlético Goianiense | 2012              | 5                   | 1                   | 0                   | 1                | 0                | 0                | —                           | —                           | —                           | —                  | —                  | —                  | 6     | 1     | 0       |
| Atlético Goianiense | 2013              | —                   | —                   | —                   | —                | —                | —                | —                           | —                           | —                           | 1                  | 0                  | 0                  | 1     | 0     | 0       |
| Atlético Goianiense | Total             | 5                   | 1                   | 0                   | 1                | 0                | 0                | —                           | —                           | —                           | 1                  | 0                  | 0                  | 7     | 1     | 0       |
| Avaí                | 2013              | 23                  | 5                   | 0                   | —                | —                | —                | —                           | —                           | —                           | —                  | —                  | —                  | 23    | 5     | 0       |
| Avaí                | 2014              | —                   | —                   | —                   | —                | —                | —                | —                           | —                           | —                           | 5                  | 0                  | 0                  | 5     | 0     | 0       |
| Avaí                | Total             | 23                  | 5                   | 0                   | —                | —                | —                | —                           | —                           | —                           | 5                  | 0                  | 0                  | 28    | 5     | 0       |
| Corinthians         | 2014              | 33                  | 6                   | 2                   | 8                | 3                | 0                | —                           | —                           | —                           | 7                  | 6                  | 0                  | 48    | 15    | 2       |
| Corinthians         | 2015              | 6                   | 5                   | 0                   | 2                | 0                | 0                | 2                           | 0                           | 0                           | 11                 | 3                  | 0                  | 21    | 8     | 0       |
| Corinthians         | 2016              | 15                  | 1                   | 0                   | —                | —                | —                | 2                           | 0                           | 0                           | 7                  | 0                  | 0                  | 24    | 1     | 0       |
| Corinthians         | Total             | 54                  | 12                  | 2                   | 10               | 3                | 0                | 4                           | 0                           | 0                           | 25                 | 9                  | 0                  | 93    | 24    | 2       |
| Leganés             | 2016–17           | 25                  | 4                   | 2                   | 2                | 0                | 0                | —                           | —                           | —                           | —                  | —                  | —                  | 27    | 4     | 2       |
| Leganés             | Total             | 25                  | 4                   | 2                   | 2                | 0                | 0                | —                           | —                           | —                           | —                  | —                  | —                  | 27    | 4     | 2       |
| Panaithinaikos      | 2017–18           | 9                   | 2                   | 1                   | —                | —                | —                | 4                           | 0                           | 0                           | —                  | —                  | —                  | 13    | 2     | 1       |
| Panaithinaikos      | Total             | 9                   | 2                   | 1                   | —                | —                | —                | 4                           | 0                           | 0                           | —                  | —                  | —                  | 13    | 2     | 1       |
| Fluminense          | 2018              | 18                  | 3                   | 1                   | —                | —                | —                | 6                           | 2                           | 1                           | —                  | —                  | —                  | 24    | 5     | 2       |
| Fluminense          | 2019              | 6                   | 2                   | 0                   | 8                | 5                | 0                | 4                           | 2                           | 0                           | 13                 | 6                  | 2                  | 31    | 15    | 2       |
| Fluminense          | Total             | 24                  | 5                   | 1                   | 8                | 5                | 0                | 10                          | 4                           | 1                           | 13                 | 6                  | 2                  | 55    | 20    | 4       |
| Grêmio              | 2019              | 19                  | 5                   | 3                   | —                | —                | —                | 1                           | 0                           | 0                           | —                  | —                  | —                  | 20    | 5     | 3       |
| Grêmio              | 2020              | 1                   | 0                   | 0                   | —                | —                | —                | 1                           | 0                           | 0                           | 14                 | 3                  | 0                  | 16    | 3     | 0       |
| Grêmio              | Total             | 20                  | 5                   | 3                   | —                | —                | —                | 2                           | 0                           | 0                           | 14                 | 3                  | 0                  | 36    | 8     | 3       |
| São Paulo           | 2020              | 31                  | 18                  | 3                   | 5                | 3                | 2                | 2                           | 0                           | 2                           | —                  | —                  | —                  | 38    | 21    | 7       |
| São Paulo           | 2021              | 22                  | 4                   | 1                   | 3                | 2                | 1                | 4                           | 0                           | 0                           | 10                 | 4                  | 0                  | 39    | 10    | 2       |
| São Paulo           | 2022              | 31                  | 11                  | 2                   | 9                | 4                | 0                | 12                          | 5                           | 2                           | 7                  | 1                  | 0                  | 59    | 21    | 4       |
| São Paulo           | 2023              | 34                  | 9                   | 2                   | 9                | 2                | 2                | 10                          | 2                           | 3                           | 12                 | 2                  | 1                  | 65    | 15    | 8       |
| São Paulo           | 2024              | 21                  | 8                   | 1                   | 2                | 1                | 0                | 6                           | 3                           | 0                           | 14                 | 3                  | 0                  | 60    | 18    | 2       |
| São Paulo           | Total             | 130                 | 48                  | 9                   | 27               | 11               | 5                | 34                          | 10                          | 7                           | 42                 | 10                 | 1                  | 261   | 85    | 23      |
| Total na carreira   | Total na carreira | 290                 | 82                  | 18                  | 48               | 19               | 5                | 54                          | 14                          | 8                           | 100                | 28                 | 3                  | 493   | 143   | 34      |

- a. ^ Jogos da Copa do Brasil e Copa del Rey
- b. ^ Jogos da Copa Libertadores, Liga Europa e Copa Sul–Americana
- c. ^ Jogos do Campeonato Goiano, Campeonato Catarinense, Campeonato Paulista, Campeonato Carioca e Campeonato Gaúcho

### Seleção Brasileira
Abaixo estão listados todos jogos, gols e assistências do futebolista pela Seleção Uruguaia, desde as categorias de base.
Seleção Sub–23
| Ano               | Amistosos | Amistosos | Amistosos |
| Ano               | Jogos     | Gols      | Assist.   |
| ----------------- | --------- | --------- | --------- |
| 2015              | 4         | 5         | 0         |
| 2016              | 2         | 0         | 1         |
| Total na carreira | 6         | 5         | 1         |

## Títulos
Corinthians
- Campeonato Brasileiro: 2015

Grêmio
- Campeonato Gaúcho: 2020

São Paulo
- Campeonato Paulista: 2021
- Copa do Brasil: 2023[154]
- Supercopa Rei: 2024[155]

### Prêmios individuais
- Artilheiro da Copa do Brasil de 2019: 5 gols[156]
- Jogador do mês do Campeonato Brasileiro: Novembro de 2020[157]
- Artilheiro do Campeonato Brasileiro - 2020[158][159]
- Prêmio Bola de Prata ESPN - Melhor Atacante do Brasileirão de 2020[160]
- Seleção da Copa Sul-Americana de 2022[104]

### Campanhas de destaque
Seleção Brasileira
- Jogos Pan-Americanos: 2015 (medalha de bronze)

### Artilharias
Fluminense
- Copa do Brasil de 2019 (5 gols)

São Paulo
- Campeonato Brasileiro de 2020 (18 gols)

Seleção Brasileira
- Jogos Pan-Americanos: 2015 (5 gols)